# Natasha Henstridge

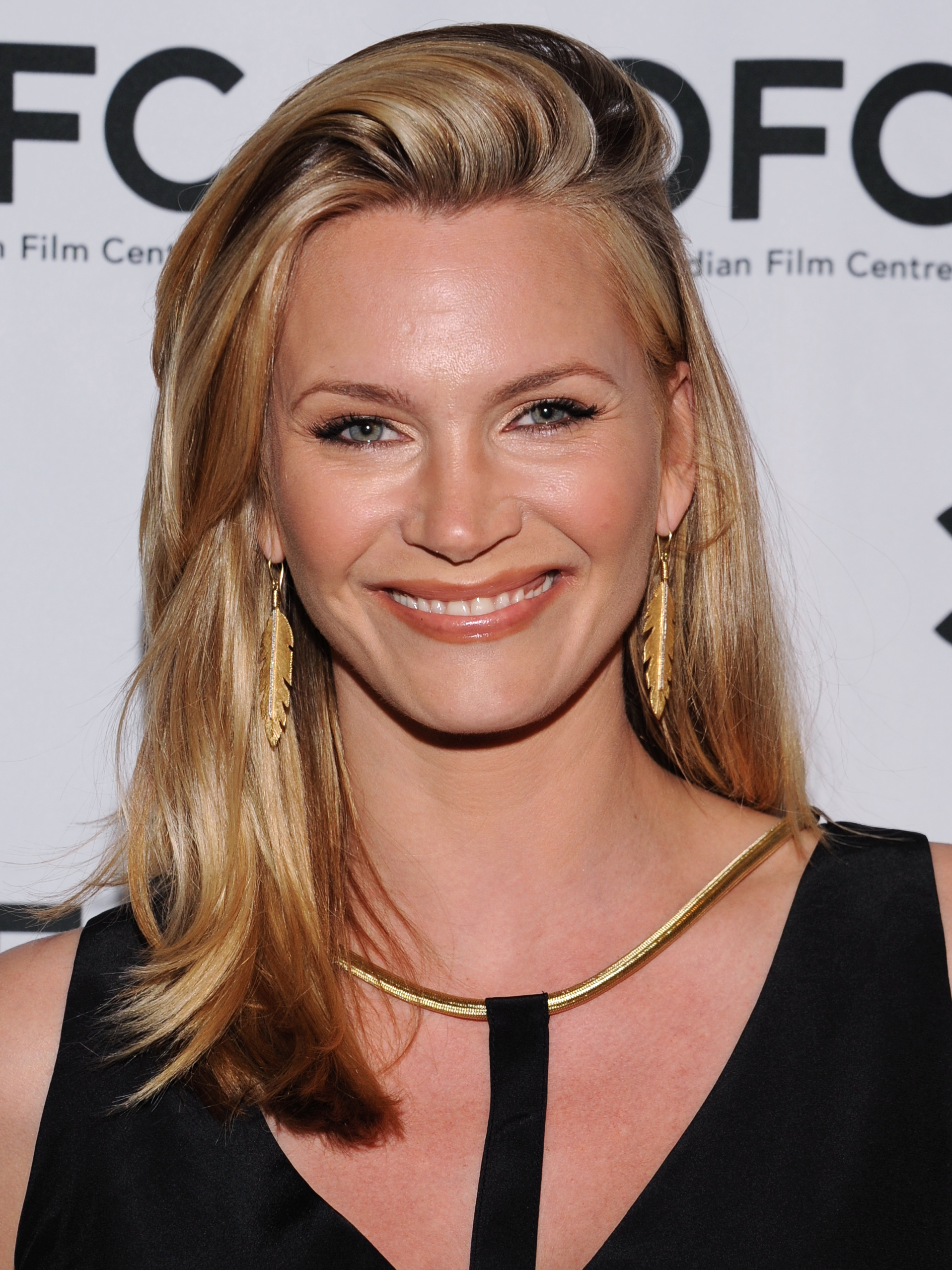
Natasha Henstridge (2012)

Natasha Tonya Henstridge (* 15. August 1974 in Springdale, Neufundland) ist eine kanadische Schauspielerin und Model.

## Leben und Karriere
Natasha Henstridge wuchs in Fort McMurray, Alberta, auf. Im Alter von 14 Jahren verließ sie ihr Zuhause und begann eine Karriere als Model in Paris. Mit 15 Jahren war sie bereits auf dem Titelblatt der französischen Ausgabe des Cosmopolitan-Magazins zu sehen. Kurz darauf folgten Auftritte in Werbespots und diversen internationalen Mode-Magazinen.
Ihr Schauspieldebüt gab Henstridge 1995 im Science-Fiction-Film Species. Ein Jahr später gelang ihr mit ihrer Rolle der Alex Minetti im Actionfilm Maximum Risk neben Jean-Claude Van Damme ein weiterer Erfolg. 2008 spielte sie im Videospiel Command & Conquer 3: Kanes Rache mit. Im Jahr 2017 beschuldigte sie den Filmregisseur Brett Ratner sie zu Oralverkehr gezwungen zu haben, als sie 19 war.
Am 26. August 1995 heiratete Henstridge den US-amerikanischen Schauspielkollegen Damian Chapa, ließ sich aber bereits nach zehn Monaten wieder von ihm scheiden. Sie hat zwei Söhne mit ihrem langjährigen Verlobten Liam Waite, mit dem sie von 1996 bis 2004 liiert war. Am Valentinstag 2011 heiratete sie nach siebenjähriger Beziehung ihren Partner Darius Campbell – trennte sich aber bereits im Jahr 2013 wieder von ihm. Im Jahr 2018 wurde die Ehe geschieden.

## Filmografie (Auswahl)
- 1995: Species
- 1996: Ultimate Chase – Die letzte Jagd (Adrenalin: Fear the Rush)
- 1996: Maximum Risk
- 1997: Outer Limits – Die unbekannte Dimension (The Outer Limits, Fernsehserie, eine Folge)
- 1998: Bela Donna
- 1998: Dog Park
- 1998: Species II
- 1999: The Last Witness – Nur tote Zeugen schweigen (The Last Witness)
- 2000: Kevin in Alaska (Kevin of the North)
- 2000: Jason und der Kampf um das Goldene Vlies (Jason and the Argonauts)
- 2000: Second Skin – Mörderisches Puzzle (Second Skin)
- 2000: Keine halben Sachen (The Whole Nine Yards)
- 2000: Bounce – Eine Chance für die Liebe (Bounce)
- 2001: Ghosts of Mars (John Carpenter’s Ghosts of Mars)
- 2002: Riders
- 2002: She Spies – Drei Ladies Undercover (She Spies)
- 2004: Species III
- 2004: Keine halben Sachen 2 – Jetzt erst recht! (The Whole Ten Yards)
- 2005: Im Bann der schwarzen Witwe (Widow on the Hill)
- 2005–2006: Welcome, Mrs. President (Fernsehserie, 16 Folgen)
- 2008: Deception – Tödliche Versuchung (Deception)
- 2008–2009: Eli Stone (Fernsehserie, 26 Folgen)
- 2009: Last Impact – Der Einschlag (Impact)
- 2010: Die Spur der Teufelsträne (The Devil’s Teardrop)
- 2011–2012: The Secret Circle (Fernsehserie, 15 Folgen)
- 2012: Der Weihnachts-Song (A Christmas Song, Fernsehfilm)
- 2013: Kleine Helden, große Wildnis (Against the Wild)
- 2014: Anatomy of Deception
- 2014: Hawaii Five-0 (Fernsehserie, Folge 5x02)
- 2014: Republic of Doyle – Einsatz für zwei (Republic of Doyle, Fernsehserie, 3 Folgen)
- 2015: Beauty and the Beast (Fernsehserie, 2 Folgen)
- 2015: Badge of Honor
- 2016: Home Invasion
- 2016: Ice Girls (Fernsehfilm)
- 2016: The Bronx Bull
- 2016: Summer in the City (Fernsehfilm)
- 2016: Inconceivable
- 2017: The Black Room
- 2018: Ravers
- 2019–2022: Diggstown (Fernsehserie, 20 Folgen)
- 2020: The Unhealer
- 2020–2023: Medinah (Fernsehserie, 6 Folgen)
- 2021: Hero Dog – The Journey Home
- 2021: This Game’s Called Murder
- 2021: Why?
- 2021: Night of the Sicario (Blindsided)
- 2022: House Red
- 2022: The Fight Machine
- 2022: Night of Sicario
- 2022: 7th Secret
- 2022: Charmed (Fernsehserie, 4 Folgen)
- 2023: Condition of Return
- 2024: Karma – Death at Latigo Springs

## Auszeichnungen
1996 gewann Henstridge in der Kategorie Bester Newcomer der MTV Movie Awards mit dem Film Species.

## Trivia
Zusammen mit Anthony Guidera gewann Henstridge einen Preis der MTV Movie Awards 1996 in der Kategorie „Bester Filmkuss“. Dies spielte auf die Szene in Species an, in der sie als Sil den Mann küsst und mit ihrer verlängerten Zunge (ähnlich dem inneren Gebiss der Aliens aus der gleichnamigen Filmreihe) diesem den Hinterkopf durch das Gaumendach durchbohrt. Natasha Henstridge war darüber hinaus auch für die Kategorie Best Breakthrough Performance nominiert.